# Le très honorable
 (septembre 2019).
Si vous disposez d'ouvrages ou d'articles de référence ou si vous connaissez des sites web de qualité traitant du thème abordé ici, merci de compléter l'article en donnant les références utiles à sa vérifiabilité et en les liant à la section « Notes et références ».

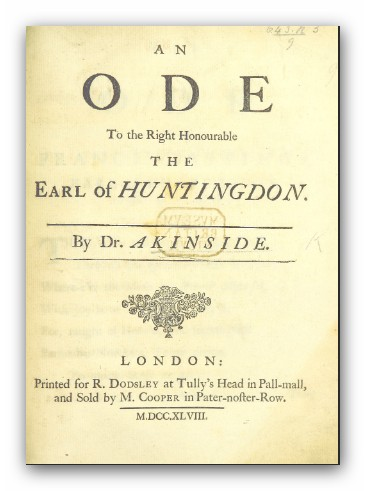
Page de titre de "Une Ode au Très Honorable Comte de Huntington" (An Ode to the Right Honourable Earl of Huntingdon), ouvrage de Mark Akenside, 1748.

Le titre de civilité de très honorable (The Right Honourable en anglais, communément abrégé en The Rt Hon.) est un prédicat honorifique qui est traditionnellement utilisé pour certaines catégories de personnes au Royaume-Uni, au Canada, en Nouvelle-Zélande, à l’île Maurice et dans d'autres royaumes du Commonwealth.

## Droits d'usage
Les personnes y ayant droit dans leur capacité personnelle sont :
- les membres du Conseil privé du Royaume-Uni et du Conseil privé d'Irlande du Nord ;
  - ceci inclut tous les membres anciens et actuels du Cabinet ministériel du Royaume-Uni, qui est un comité du Conseil privé,
- les barons, comtes et vicomtes (les marquis sont « Le plus honorable » et les ducs sont « Le plus noble » ou « Sa grâce », même s'ils sont membres du Conseil privé) ; et
- les personnes occupant certains postes d'État dans certains royaumes du Commonwealth :
  - au Canada : 
    - les gouverneurs généraux actuel et anciens,
    - les Premiers ministres actuel et anciens,
    - les juges en chef de la Cour suprême actuel et anciens,
    - certains personnages ayant reçu du souverain le privilège spécial d'utiliser ce titre (p.ex. la Très honorable Ellen Fairclough, première femme ministre fédérale).

Dans le but de différencier les utilisateurs de ce prédicat membres du conseil privé de ceux qui ne le sont pas, le suffixe PC est parfois ajouté au titre dans l'usage britannique.

## Entités corporatives
Le prédicat est parfois ajouté avant le nom de certaines entités corporatives :
- les Très Honorables Lords spirituels et temporels réunis en Parlement (The Right Honourable the Lords Spiritual and Temporal in Parliament assembled en anglais, la Chambre des lords) ;
- les Très Honorables Lords du Conseil privé (The Right Honourable the Lords of the Privy Council en anglais, le Conseil privé) ;
- les Très Honorables Lords-commissaires de l’Amirauté (The Right Honourable the Lords Commissioners of the Admiralty en anglais, le Conseil d’amirauté).

## Usage
Le prédicat honorifique est normalement utilisé seulement sur le devant d'enveloppes et autres documents écrits : le très honorable Tony Blair, MP, est habituellement appelé simplement M. Blair.
À la Chambre des communes, les membres, au lieu de se nommer entre eux, disent « l'honorable membre de (nom du district électoral que le membre représente) » ou « le très honorable membre de… » s'ils sont membres du Conseil privé. Toutefois, le titre « honorable membre » est un terme purement parlementaire et n'est pas utilisé hors de la Chambre. (Au Canada, on utilise le terme député, députée en français, plutôt que membre.)

## Hors du Royaume-Uni
De façon générale, à l'intérieur du Commonwealth, les ministres et les juges sont l'honorable à moins qu'ils soient nommés au Conseil privé du Royaume-Uni ; dans ce cas ils sont appelés le très honorable. Ces personnes incluent généralement les Premiers ministres et juges de la Cour d'appel de la Nouvelle-Zélande, et bien d'autres Premiers ministres du Commonwealth.

### Australie
Au XIXe siècle, certains Premiers ministres des colonies australiennes furent désignés membres du Conseil privé du Royaume-Uni et avaient donc droit au prédicat le très honorable. Après la Fédération en 1901, le Gouverneur général, le juge en chef de la Haute Cour d'Australie, le Premier ministre et certains ministres seniors détenaient le titre. Il n'y a jamais eu de Conseil privé australien.
En 1972, le Premier ministre travailliste Gough Whitlam déclina l'offre d'une désignation au Conseil privé, mais la tradition fut reprise par Malcolm Fraser en 1975. En 1983, Bob Hawke déclina lui aussi, et la désignation d'Australiens au Conseil privé fut abolie peu après. Le dernier gouverneur général à porter le prédicat fut Ninian Stephen. Le dernier politicien en poste à avoir droit au prédicat fut Ian Sinclair, qui prit sa retraite en 1998.
Les seuls Australiens vivants qui portent le prédicat le très honorable à vie sont :
- Doug Anthony, ancien vice-Premier ministre ;
- Zelman Cowen, ancien gouverneur général ;
- Malcolm Fraser, ancien Premier ministre ;
- Ian Sinclair, ancien chef du Parti national et président de la Chambre des représentants ;
- Ninian Stephen, ancien gouverneur général ;
- Reginald Withers, ancien sénateur, ministre et Lord-maire de Perth.

Les Lords-maires de Sydney, Melbourne, Brisbane, Perth, Adelaide et Hobart se font appeler le très honorable, mais le prédicat honorifique (qui n'a aucune connexion au Conseil privé) est rattaché à leur poste et non à leur nom, et ils le perdent après avoir quitté le poste.

### Canada
Au Canada, les membres du Conseil privé du Roi pour le Canada reçoivent le prédicat l'honorable. Seuls les occupants des plus hauts postes publics sont appelés le très honorable, parce qu'ils étaient auparavant nommés au Conseil privé du Royaume-Uni.
L'honorable et le très honorable sont essentiellement des traductions des expressions anglaises The Honourable et The Right Honourable et sont utilisés par le gouvernement fédéral. Toutefois, pour ce qui est des élus à l'Assemblée nationale du Québec, l'usage est plutôt d'employer Monsieur et Madame.
Bien qu'ils ne soient plus désignés membres du Conseil privé britannique, les personnes suivantes ont droit à vie au prédicat le très honorable :
- le gouverneur général du Canada ;
- le premier ministre du Canada ;
- le juge en chef du Canada.

Les gouverneurs généraux utilisent aussi le prédicat honorifique Son Excellence au cours de leur mandat : Son Excellence le très honorable N, gouverneur général du Canada.
Plusieurs Canadiens éminents (politiciens pour la plupart) sont devenus membres du Conseil privé du Royaume-Uni et ont donc droit au titre Le très honorable, soit pour avoir servi au Royaume-Uni (exemple : ayant servi comme envoyés spéciaux à Londres), soit comme membres du Cabinet de guerre impérial, soit encore à cause de leur éminence dans le cabinet canadien.
- John A. Macdonald (1879)[1]
- John Rose (1886)
- John Sparrow David Thompson (1894)[1]
- Samuel Henry Strong (1897)[2]
- Wilfrid Laurier (1897)[1]
- Richard John Cartwright (1902)
- Henri-Elzéar Taschereau (1904)[2]
- Charles Tupper (1907)[1],[3]
- Charles Fitzpatrick (1908)[2]
- Robert Laird Borden (1912)[1]
- George Eulas Foster (1916)
- Louis Henry Davies (1919)[2]
- Lyman Poore Duff (1919)[4]
- Arthur Lewis Sifton (1920)
- Arthur Meighen (1920)[1]
- Charles Doherty (1920)
- William Thomas White (1920)
- William Lyon Mackenzie King (1922)[1]
- William Stevens Fielding (1923)
- Francis Alexander Anglin (1925)[2]
- William Mulock (1925)
- George Perry Graham (1925)
- Richard Bedford Bennett (1930)[1]
- George Halsey Perley (1931)
- Ernest Lapointe (1937)
- Vincent Massey (1941)[5]
- Raoul Dandurand (1941)
- Louis St-Laurent (1946)[6]
- James Lorimer Ilsley (1946)
- Clarence Decatur Howe (1946)
- Ian Alistair Mackenzie (1947)
- James Garfield Gardiner (1947)
- Thibaudeau Rinfret (1947)[2]
- John George Diefenbaker (1957)[1]
- Georges-Philéas Vanier (1963)[7]
- Lester B. Pearson (1963)[1]

La désignation de Canadiens au Conseil privé britannique fut abolie par le gouvernement de Lester B. Pearson. Depuis ce temps, le titre ne peut être donné à vie par le gouverneur général par des Canadiens éminents qui n'ont pas occupé de poste qui leur donnerait droit au titre. Il a été donné aux individus suivants :
- Paul Joseph James Martin (1992)
- Martial Asselin (1992)
- Ellen Fairclough (1992)
- Jean-Luc Pépin (1992)
- Alvin Hamilton (1992)
- Don Mazankowski (1992)
- Jack Pickersgill (1992)
- Robert Stanfield (1992)
- Herb Gray (2002)

### Irlande
Le Conseil privé de l'Irlande fut aboli lors de la création de l'État libre d'Irlande en 1922 ; en revanche, le Lord-maire de Dublin, comme ses collègues du Royaume-Uni, garde l'usage de l'honorifique ; le Lord-maire de Cork n'a jamais eu droit au titre. Les membres restants de Conseil privé de l'Irlande du Nord ont droit de s'appeler le très honorable.

### Nouvelle-Zélande
Le Premier ministre néo-zélandais est habituellement désigné au Conseil privé de la reine et porte le prédicat le très honorable. Toutefois, la Première ministre Helen Clark n'avait recommandé aucun nouveau membre au Conseil privé.
Le gouverneur général est aussi habituellement membre du Conseil privé, mais le gouverneur général  Dame Silvia Cartwright ne l'était pas. De toute façon, le gouverneur général porte le prédicat Son Excellence.
Il n'y a actuellement qu'un membre du Conseil privé au Parlement néo-zélandais, nommé par un ancien Premier ministre : Winston Peters, chef du parti Nouvelle-Zélande d'abord (désigné par Jim Bolger en devenant vice-Premier ministre et trésorier en 1996). Certains anciens membres du Conseil privé ont pris leur retraite récemment, dont l'ancien président de la chambre Jonathan Hunt (désigné par Geoffrey Palmer en reconnaissance de services rendus en 1989), qui se retira du Parlement en 2005 pour devenir haut commissaire de la Nouvelle-Zélande au Royaume-Uni, et l'ancienne Première ministre Jenny Shipley (désignée en devenant Première ministre en 1997), qui quitta le Parlement aux élections de 2002.